# Emmanuel Okoduwa
Emmanuel Osei Okoduwa est un footballeur international nigérian, né le 21 novembre 1983 à Lagos (Nigeria).